# Arnaldo Berríos
Óscar Arnaldo Berríos Muñoz (Valparaíso, 27 de setembre de 1928 - Ibídem, 16 de gener de 2016) va ser un actor xilè de llarga trajectòria en cinema, teatre i televisió.
Durant la seva trajectòria va rebre nombrosos premis: distinció a la trajectòria artística del Govern Regional de Valparaíso (2001), el premi Altazor 2005 com a millor actor en l'obra Copenhaguen, premi Agustín Siré, de l'Acadèmia Xilena de Belles arts (2005), reconeixement a la seva aportació en la creació de la primera Escola de Teatre Universitària de la Regió, Universitat de Xile 1969, Universitat de Valparaíso 2006; i la distinció a la seva trajectòria atorgada pel Consell Nacional de Cultura de Valparaíso.

## Biografia
Va estudiar a l'escola ATEVA de Valparaíso. I va ser un gran impulsor del desenvolupament del teatre en regions, juntament amb la companyia de teatre ATEVA. Entre 1970 i 1979, va ser professor d'actuació, actor i director de l'elenc de teatre de la carrera d'actuació de la Universitat de Xile, seu Valparaíso.
A més del seu reconegut talent, la seva trajectòria es va distingir per una particularitat: sent un actor format lluny de les institucions tradicionals de Santiago de Xile, va aconseguir crear un pont entre els creadors regionals i les grans institucions de la capital, en el context del centralitzat moviment teatral xilè.
Va aconseguir mantenir vius dos fronts de treball: la seva aportació en ATEVA, amb una permanent activitat escènica en el port de Valparaíso, i la seva presència en el teatre, cinema i televisió produïts a la capital, Santiago de Xile.
Aquesta labor va ser apreciada en el sacrifici que implica, si considerem que, malgrat el seu permanent treball escènic a Santiago, mai va deixar de viure en Valparaíso, viatjant diàriament els més de 150 km que separen al port de la capital xilena.
En 1981 va protagonitzar la primera telenovel·la de l'àrea dramàtica de Televisió Nacional de Xile, Villa Los Aromos.

## Mort
Arnaldo Berríos mor als 87 anys, producte d'una afecció al còlon i problemes respiratoris.

## Teatre
| Obres de Teatre d'autors nacionals | Obres de Teatre d'autors nacionals      | Obres de Teatre d'autors nacionals |
| Any                                | Obra                                    | Autor                              |
| ---------------------------------- | --------------------------------------- | ---------------------------------- |
|                                    | Agitación en Villa Feliz                | Marcos Portnoy                     |
|                                    | Pedro, Juan y Diego                     | Marcos Portnoy                     |
|                                    | La Noche de los Coroneles               | Marcos Portnoy                     |
|                                    | Casi Casamiento                         | Daniel Barros Grez                 |
|                                    | Cómo en Santiago                        | Daniel Barros Grez                 |
|                                    | Réquiem para un Girasol                 | Jorge Díaz                         |
|                                    | Topografía de un Desnudo                | Jorge Díaz                         |
|                                    | La Cicatriz                             | Jorge Díaz                         |
|                                    | La Remolienda                           | Alejandro Sieveking                |
|                                    | Tres Tristes Tigres                     | Alejandro Sieveking                |
|                                    | La Tragicomedia del Rey de la Patagonia | Andrés del Bosque                  |
|                                    | Amapola                                 | Omar Saavedra                      |
|                                    | Lautaro                                 | Isidora Aguirre                    |
|                                    | Pedro Juan y Diego                      | David Benavente - Ictus            |
|                                    | La Lagartija en la Muralla              | Sergio Marras                      |
|                                    | Kindergarten                            | Egon Wolff                         |
|                                    | La Balsa de la Medusa                   | Egon Wolff                         |
|                                    | Fair Play                               | Abel Carrizo                       |
|                                    | Testimonio sobre las muertes de Sabina  | Juan Radrigán                      |
|                                    | Pueblo del mal Amor                     | Juan Radrigán                      |
|                                    | Beckett y Godot                         | Juan Radrigán                      |
|                                    | Peligro a 50 metros                     | A. Sieveking - J. Pineda           |
|                                    | La Niña en la Palomera                  | Fernando Cuadra                    |
|                                    | Pedro Úrdemeles                         | Mario Tardito                      |
|                                    | Nos tomamos la Universidad              | Sergio Vodanovic                   |
|                                    | Lo crudo, lo cocido, lo podrido         | Marco Antonio de la Parra          |
|                                    | PANA                                    | Andrés Kalawski                    |
|                                    | DE ROKHA (Trilogía de Tiernos y Feroces | Cristian Figueroa                  |

| Obres de Teatre d'autors estrangers | Obres de Teatre d'autors estrangers   | Obres de Teatre d'autors estrangers    |
| Any                                 | Obra                                  | Autor                                  |
| ----------------------------------- | ------------------------------------- | -------------------------------------- |
|                                     | La Olla                               | Plauto                                 |
|                                     | La Guarda Cuidadosa                   | Miguel de Cervantes                    |
|                                     | Georges Dandin                        | Moliere                                |
|                                     | El Precio                             | Arthur Miller                          |
|                                     | La Habitación Oscura                  | Tennessee Williams                     |
|                                     | Historia del zoo” Autor: Edward Albee |                                        |
|                                     | La Cantante Calva                     | E. Ionesco                             |
|                                     | El Centro Forward murió al Amanecer   | Agustín Cuzzani                        |
|                                     | No hay que Llorar                     | Roberto Cossa                          |
|                                     | Opera de Malandros                    | Chico Buarque                          |
|                                     | El landó de seis caballos             | Víctor Ruiz de Iriarte                 |
|                                     | ¿Conoce Ud. La Vía Láctea?            | Kart Wittlinger                        |
|                                     | El Oso                                | Antón Chejov                           |
|                                     | Casa de muñecas                       | H. Ibsen                               |
|                                     | La Ópera de Tres Centavos             | Bertolt Brecht                         |
|                                     | El Patio de Atrás                     | Carlos Gorostiza                       |
|                                     | El Último de los Amantes Ardientes    | Neil Simon                             |
|                                     | Crimen Perfecto                       | Cia. Teatro “La Feria” Vadel - Bomchil |
|                                     | Con Dinero Ajeno                      | Cia. Teatro “La Feria” Vadel - Bomchil |
|                                     | Canciones para Mirar                  | María Elena Walsh                      |
|                                     | Valparaíso no existe                  | Carlos Genovese                        |
|                                     | Rey Lear                              | William Shakespeare                    |
|                                     | Esperando a Godot                     | Samuel Beckett                         |
|                                     | Copenhague                            | Michael Frayn                          |

## Filmografia

### Cine
| Pel·lícules | Pel·lícules                                 | Pel·lícules        |
| Any         | Pel·lícula                                  | Director           |
| ----------- | ------------------------------------------- | ------------------ |
| 1969        | Caliche Sangriento                          | Helvio Soto        |
| 1969        | Valparaíso, mi amor                         | Aldo Francia       |
| 1972        | Ya no basta con rezar                       | Aldo Francia       |
| 1973        | Estado de Sitio                             | Costa-Gavras       |
| 1973        | El benefactor                               | Bruno Gebel        |
| 1973        | Metamorfosis de un jefe de la policía       | Helvio Soto        |
| 1987        | Sussi                                       | Gonzalo Justiniano |
| 1994        | La procesión                                | Ximena Carramiñana |
| 1996        | Mi último hombre                            | Tatiana Gaviola    |
| 1999        | La historia aérea y cósmica de Bruno Bernal | Nelson Cabrera     |
| 2001        | Un ladrón y su mujer                        | Rodrigo Sepúlveda  |
| 2002        | Fragmentos Urbanos                          | Claudia Menéndez   |
| 2005        | Padre Nuestro                               | Rodrigo Sepúlveda  |
| 2011        | Bombal                                      | Marcelo Ferrari    |
| 2012        | La noche enfrente                           | Raúl Ruiz          |
| 2013        | El paso del diablo                          | Danilo Ahumada     |
| 2016        | Y de pronto el amanecer                     | Silvio Caiozzi     |
| 2016        | Un caballo llamado elefante'                | Andrés Waissbluth  |

### Telenovel·les
| Telenovel·les | Telenovel·les         | Telenovel·les      | Telenovel·les |
| Any           | Telesèrie             | Paper              | Canal         |
| ------------- | --------------------- | ------------------ | ------------- |
| 1981          | Villa Los Aromos      | Rubén Del Río      | TVN           |
| 1984          | Los Títeres           | Francisco Landa    | Canal 13      |
| 1985          | Morir de amor         | Tulio Venegas      | TVN           |
| 1986          | La dama del balcón    | Klaus Veidt        | TVN           |
| 1987          | La Quintrala          | Alonso de Rivera   | TVN           |
| 1988          | Vivir así             | Freddy             | Canal 13      |
| 1989          | A la sombra del ángel | Leopoldo           | TVN           |
| 1991          | Volver a empezar      | Nicolás Urmeneta   | TVN           |
| 1999          | Cerro Alegre          | Exequiel           | Canal 13      |
| 2004          | Tentación             | Segundo Sánchez    | Canal 13      |
| 2005          | Los Capo              | Samuel Quiroga     | TVN           |
| 2007          | Corazón de María      | Fernando Balmaceda | TVN           |
| 2007-08       | Lola                  | Benigno Torres     | Canal 13      |

### Sèries i unitaris
| Sèries de televisió | Sèries de televisió        | Sèries de televisió    | Sèries de televisió |
| Any                 | Sèrie                      | Paper                  | Canal               |
| ------------------- | -------------------------- | ---------------------- | ------------------- |
| 1990                | Crónica de un hombre santo | Padre Álvaro Lavín     | Canal 13            |
| 2006                | El Aval                    | Padre Tomás Khön       | TVN                 |
| 2007                | Héroes                     | Obispo Joaquín Larraín | Canal 13            |
| 2008                | Mea Culpa                  | Padre Anselmo          | TVN                 |